# Glemsford
Glemsford ist ein Dorf und eine Verwaltungseinheit im District Babergh in der Grafschaft Suffolk, England. Glemsford ist 33,4 km von Ipswich entfernt. Im Jahr 2022 hatte es eine Bevölkerung von 3693. Glemsford wurde 1086 im Domesday Book als Clamesford(a) erwähnt.